# Opsaridium loveridgii
Opsaridium loveridgii é uma espécie de peixe actinopterígeo da família Cyprinidae.
Apenas pode ser encontrada na Tanzânia.
Os seus habitats naturais são: rios e lagos de água doce.